# Mompha idaei
Mompha idaei ist ein Schmetterling (Nachtfalter) aus der Familie der Fransenmotten (Momphidae).

## Merkmale
Die Falter erreichen eine Flügelspannweite von 17 bis 20 Millimeter. Der Kopf ist dunkelbraun und hat eine gelblich weiße Stirn (Frons). Die Fühler glänzen dunkelbraun, der Thorax ist ebenfalls dunkelbraun. Die Vorderflügel sind gelblich bis gelblich braun, die basale Hälfte des Flügelinnenrandes ist heller. Ein graubrauner Fleck befindet sich an der Vorderflügelbasis und reicht als langer Strich entlang der Costalader bis zu einem weißen Fleck bei 3/4 der Vorderflügellänge. Graue Flecke befinden sich bei 1/4 und in der Hälfte der Vorderflügellänge, sie sind mit dem grauen Strich an der Costalader verschmolzen. Zwei subdorsale Striche mit Büscheln aus dunkelbraunen und gelben abstehenden Schuppen befinden sich vor der Hälfte und bei 2/3 der Vorderflügellänge. Eine graue Linie verläuft um den Apex herum. Flecke graubrauner und weißer Schuppen sind über den Flügel verteilt. Die Hinterflügel sind dunkel graubraun. Das Abdomen und das Afterbüschel sind bei den Männchen bräunlich grau und bei den Weibchen weißlich gelb.
Bei den Männchen ist der Uncus groß und becherförmig. Der Cucullus ist kurz und breit und hat einen gerundeten Apex. Der Sacculus ist ungefähr so lang wie der Cucullus, verjüngt sich distal etwas und hat einen spitz zulaufenden Apex. Der Gnathos ist groß und mit einer Vielzahl von Nadeln besetzt. Die Anellus-Lappen sind kurz, spatelförmig und beborstet. Der Aedeagus ist kurz und kräftig, besitzt einen hakenförmigen Cornutus und einen mit Nadeln versehenen Bereich.
Bei den Weibchen ist der hintere Rand des 8. Tergits konvex. Die Lamella antevaginalis ist trapezförmig, die Lamella postvaginalis besitzt zwei große, leicht gekrümmte und behaarte Lappen. Das Ostium ist breit und flach becherförmig. Der Ductus bursae ist doppelt so lang wie das Corpus bursae. Er ist schmal und mit quadratischen Skleriten, die direkt unter dem Ostium seitliche Kanten haben, versehen. Das Corpus bursae ist oval und mit sichelförmigen Signa versehen, die in der Mitte eines unregelmäßigen Sklerits eingebettet sind.

## Verbreitung
Mompha idaea ist holarktisch verbreitet und kommt in Nordeuropa häufig vor. Im Süden ist die Art auf Bergregionen beschränkt. Ferner ist sie im Kaukasus, in den Bergen Zentralasiens bis auf Höhen von 2900 Meter, in Sibirien und im russischen Fernen Osten beheimatet. In Nordamerika kommt die Art in Kanada und den USA vor.

## Biologie
Die Raupen entwickeln sich an Schmalblättrigem Weidenröschen (Chamaerion angustifolium), Arktischem Weidenröschen (Chamerion latifolium) und Rosmarin-Weidenröschen (Epilobium rosmarinifolium). Die Raupen leben vom Spätsommer bis April unter der Rinde der Wurzelstöcke von älteren Stauden, gelegentlich gehen sie auch in das Splintholz und in junges Holz hinein. Meist werden mehrere Exemplare auf einer Pflanze gefunden. Die Art bildet eine Generation pro Jahr, die Falter fliegen von Mai bis Juni. Bevorzugt werden sandige Stellen beispielsweise entlang von Straßen oder Bahnlinien. Tagsüber ruhen die Falter in der Krautschicht auf den Blättern der Wirtspflanzen.

## Systematik
Aus der Literatur sind folgende Synonyme bekannt:
- Elachista idaei Zeller, 1839
- Butalis idaeella Duponchel, in Godart, [1843]
- Laverna grandisella Chambers, 1875
- Leucophryne tricristatella Chambers, 1875
- Laverna subiridescens Walsingham, 1882
- Cyphophora polaris Sinev, 1986